# 웡곡역
웡곡역 (중국어: 旺角, 광둥어 예일: Wohng gok) 또는 몽콕역 (Mong Kok)은 홍콩 MTR의 역으로, 군통 선과 췬완 선이 지나간다. 홍콩 지하철 체계에서 가장 먼저 생긴 역 중 하나로, 현재 하루에 20만 명의 승객이 이용한다. 웡곡 역의 상징색은 흐린 빨강이다. 처음 문을 열었을 때는 아가일 가에서 이름을 따서 아가일역 (Argyle)으로 이름하였다.
웡곡 역은 가우룽의 웡곡 일대에 위치해 있으며 네이선 로와 아가일 가가 만나는 지점에 자리한다. 역 부근의 명소로는 그랜드 센츄리 플레이스, 랭엄 플레이스, 피오니어 센터 등이 있다. 500m 떨어진 곳에는 웡곡둥 역이 있다.

## 역사
웡곡 역은 1979년 12월 31일 군통 선이 개통되면서 문을 열었다. 1982년 췬완 선이 개통되자 웡곡 역은 두 개의 노선이 지나가는 환승역이 되었다.
웡곡 역은 본래 '아가일 역' (Argyle)이라는 이름이었는데, 지하철역 위를 지나가는 주요 간선도로인 아가일 가에서 따온 이름이다. 계획단계와 개통후 5년간 쓰이다가 1985년 5월 31일 공도 선이 개통됨과 동시에 '웡곡 역'으로 개명하였다.

## 역 구조
웡곡 역은 같은 방면의 승객이 다른 노선으로 갈아탈 수 있도록 한 평면 환승역이다. 프린스 에드워드 역과 야우마데이 역에서는 두 노선 간의 환승이 웡곡 역과는 반대방향으로 이뤄진다.
| G         | 지상                            | 출구                                          |
| L1        | 중앙홀                          | 고객서비스, MTR샵                             |
| L1        | 중앙홀                          | 자판기, ATM                                   |
| L1        | 중앙홀                          | 옥토퍼스 카드 충전기                          |
| L2 승강장 | 승강장 1                        | → ■ 췬완 선 췬완 방면 (프린스 에드워드) →     |
| L2 승강장 | 섬식 승강장, 왼쪽/오른쪽문 열림 |                                               |
| L2 승강장 | 승강장 3                        | → ■ 군통 선 티우겡렝 방면 (프린스 에드워드) → |
| L3 승강장 | 승강장 2                        | ← ■ 췬완 선 중완 방면 (야우마데이)            |
| L3 승강장 | 섬식 승강장, 왼쪽/오른쪽문 열림 |                                               |
| L3 승강장 | 승강장 4                        | ← ■ 군통 선 웡보 방면 (야우마데이)            |

### 출입구
웡곡 역에는 총 다섯 개의 출구가 있으며 전부 네이선 로 / 아가일 가 교차로의 남북 블럭 내에 위치해 있다. 홍콩의 주요 쇼핑센터인 랭엄 플레이스는 C3번 출구에서 짧은 지하통로를 통해 갈 수 있다.